# Puente Maria Skłodowska-Curie
El Puente Maria Skłodowska-Curie (en polaco: Most Marii Skłodowskiej-Curie) es un puente sobre el río Vístula en Varsovia, Polonia, que une los barrios del norte de Białołęka y Bielany. La estructura consta en realidad de tres puentes paralelos, dos para vehículos de motor y otro para trenes ligeros, bicicletas y peatones. Las dos primeras partes se iniciaron el 24 de marzo de 2012 por lo que se convirtió en el octavo puente de carretera octavo en la capital de Polonia, y ahora se completa con la primera línea de tranvía en marcha desde el 21 de enero de 2013.
La construcción comenzó con una ceremonia el 3 de junio de 2009. El trabajo fue realizado por parte de Pol-Aqua en cooperación con el grupo español Sando y Kromiss-Bis.